# Aspidogyne mendoncae
Aspidogyne mendoncae là một loài lan mọc ở Brasil.

## Sinh học
Aspidogyne mendoncae sống trong mùn trên thảm của các khu rừng đất thấp ở bang Espirito Santo của Brasil.

## Lịch sử phân loại
Aspidogyne mendoncae được miêu tả đầu tiên bởi Alexander Curt Brade và Guido Frederico João Pabst năm 1958, với tên gọi là Erythrodes mendoncae. Năm 1977, Leslie Andrew Garay chuyển loài này thành một loài mới đơn chi Rhamphorhynchus là Rhamphorhynchus mendoncae. Năm 2008, Paul Ormerod đã kết luận rằng chi Rhamphorhynchyus không thể tách biệt với Aspidogyne, nên tạo ra sự kết hợp như hiện nay là loài Aspidogyne mendoncae.